# Gonatocerus ipswichia
Gonatocerus ipswichia är en stekelart som beskrevs av Girault 1922. Gonatocerus ipswichia ingår i släktet Gonatocerus och familjen dvärgsteklar. Inga underarter finns listade i Catalogue of Life.